# 千光寺 (奈良県平群町)
千光寺（せんこうじ）は、奈良県生駒郡平群町にある真言宗醍醐派の寺院。山号は鳴川山。通称は元山上千光寺。ユースホステルの運営も行っている。
本尊は、十一面千手観音菩薩立像。

## 由緒

山門

役行者がこの地に千手観音菩薩を安置し修行したことに始まるという。のち役行者は大峰山（山上ヶ岳）へ入峯し修行を続け、やがて蔵王権現を感得し金峯山寺などを開創した。それに因み、当寺は古くより元山上と呼ばれている。
境内に鳴川神社が勧請されている。

## 札所
- 仏塔古寺十八尊 第14番
- 役行者霊蹟札所 第15番
- 大和北部八十八カ所霊場 第39番

## 文化財

梵鐘

- 梵鐘
- 役行者・前鬼・後鬼像
- 磨崖石仏群
- 錫杖